# 수월봉
수월봉(水月峯)은 대한민국 제주특별자치도 제주시 한경면 고산리에 있는 해발 77m의 봉우리이다. 제주시 남서쪽, 모슬포 북서쪽에 위치한다.

## 위치
수월봉은 제주특별자치도 제주시 한경면 고산리에 있는 봉우리로 수월봉의 정상에는 고산기상대(高山氣象臺)라는 기상대가 있다. 제주도에 분포하는 여러 오름 중, 성산일출봉, 송악산, 소머리오름 등과 더불어 수성화산활동(水性火山活動)에 의해 형성된 대표적인 화산(응회환)이다.
수월봉의 현재 “지형”은 평범하지만 서쪽 해안절벽을 따라 노출된 화산쇄설암의 노두는 세계적인 수준이며 학술적 가치도 매우 크다. 수월봉은 특히 화쇄난류(火碎亂流, pyroclastic surge)라고 불리는 독특한 화산재 운반작용에 의해 쌓인 화산체로서, 해안절벽 노두의 측방 연장성이 뛰어나 화쇄난류층의 세계 최고 노두로 인정받고 있다.

## 일부 훼손
2021년 12월 16일 일어난 서귀포 해역 지진으로 수월봉 해안절벽의 응회암 지층이 일부 붕괴되었다.

## 같이 보기
- 서우봉
- 일출봉
- 사라봉
- 한라산
- 제주 수월봉 화산쇄설층